# Percina burtoni
Percina burtoni es una especie de peces de la familia Percidae en el orden de los Perciformes.

## Morfología
Los machos pueden llegar alcanzar los 16 cm de longitud total.

## Distribución geográfica
Se encuentran en Norteamérica: Virginia, Carolina del Norte, Kentucky y Tennessee.